# 張志遠 (空手道運動員)
張志遠（Cheong Chi Un，1986年10月24日—），男，澳門人，中国空手道运动员。

## 生平
张志远於2005年東亞運動會在空手道男子75公斤以上組手為澳門摘下一面金牌。他是澳門首位土生土長男運動員於國際大型運動會上取得金牌；2005年獲澳門政府授予功績獎狀。